# Metrotype R

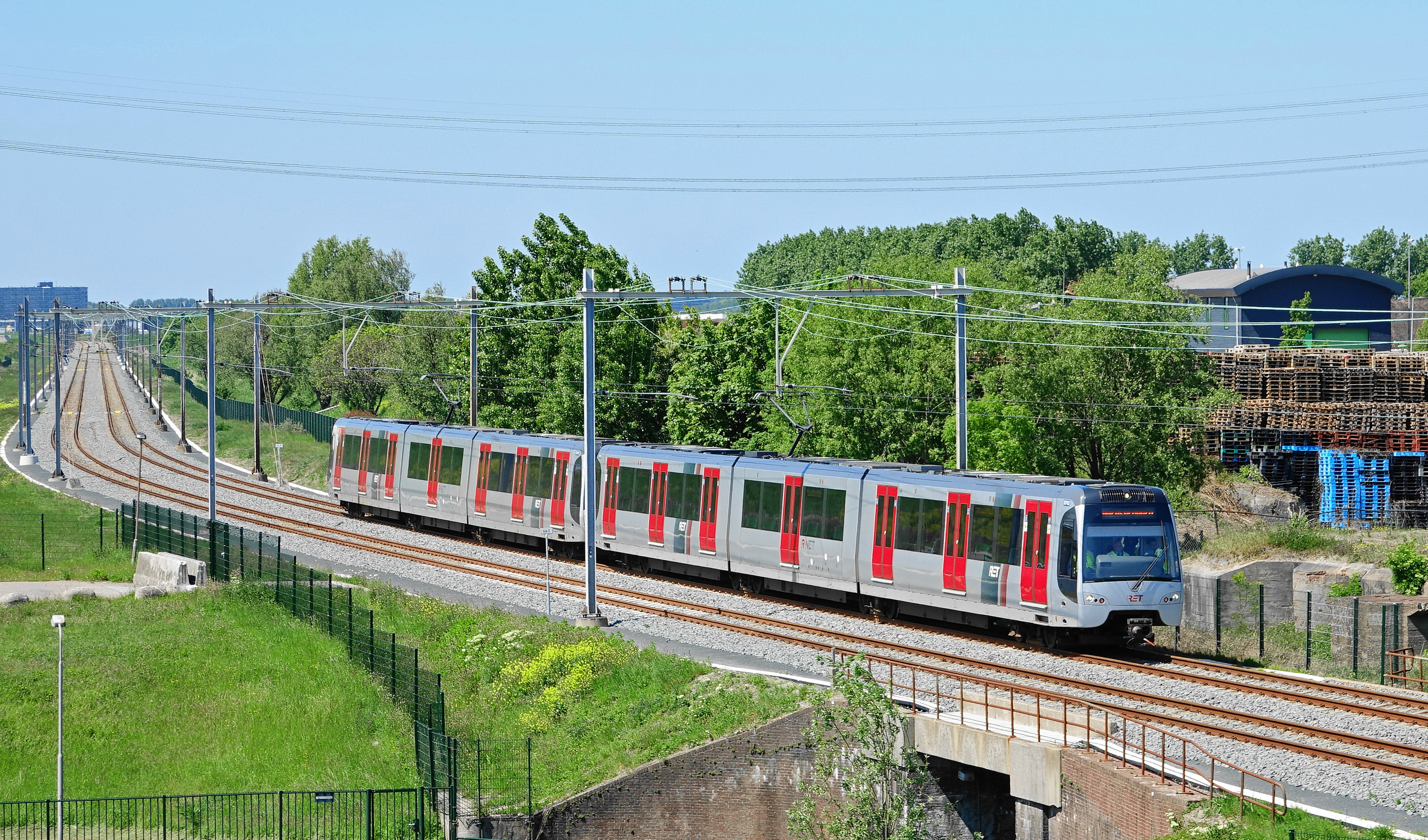
Metrotrein van de serie 5700 tussen Steendijkpolder en Hoek van Holland Haven tijdens het proefbedrijf; 15 mei 2019.

Metrotype R bestaat uit drie series metrostellen van de Rotterdamse metro. Te onderscheiden zijn RSG3 (RandstadRail Sneltram Geleed 3 bakken, 5500-serie), SG3 (Sneltram Geleed 3 bakken, 5600-serie) en HSG3 (Hoekse Lijn Sneltram Geleed 3 bakken, 5700-serie). De serie 5500 bestaat uit 22 treinstellen, de serie 5600 uit 42 treinstellen en serie 5700 bestaat uit 22 treinstellen. Deze metro's zijn gebouwd door Bombardier in het Duitse Bautzen tussen 2008 en 2011, de serie 5700 tussen 2014 en 2016. De meeste treinstellen rijden op alle lijnen van de Rotterdamse metro. De voertuigen vervangen op het metronet de metrostellen uit de 5200-serie. Alle stellen kunnen met een aangepaste wielafstelling, die het mogelijk maakt om 100 km/h te rijden, op metrolijnen A, B (Hoekse Lijn) en E (RandstadRail) worden ingezet.

## Kenmerken
De sneltrams, van het type Flexity Swift van Bombardier, tonen overeenkomsten met de treinstellen uit de 5300- en 5400-series die tussen 1998 en 2002 geleverd zijn. Ten opzichte van deze stellen heeft dit type echter een tussenbak en heeft daardoor een lengte van 42,7 meters. In de tussenbak is aan beide zijden één deur aangebracht, de treinstellen hebben hierdoor zeven deuren per zijde. Twee gekoppelde treinstellen zijn met een lengte van circa 85 meter vergelijkbaar met drie gekoppelde treinstellen van de vorige series, wel is het aantal deuren minder (veertien tegen achttien bij vergelijkbare lengte). Ook hebben deze metro's in tegenstelling tot de vorige metro's van Bombardier twee volwaardige cabines. Een verschil bij het sluitsignaal: dat is drietonig gebleven, de deuren sluiten echter al bij de derde toon, wat niet van toepassing is bij de 5300/5400-series. Ook is het niet meer mogelijk om tijdens het sluitsignaal de deuren nog te openen, wat bij de voorgaande serie nog steeds mogelijk is.
Het comfort in de nieuwe rijtuigen is, zeker vergeleken met de rijtuigen uit de 5200-serie, vergroot. De zitplaatsen zijn gestoffeerd, waardoor deze comfortabeler zitten dan de oude plastic stoelen. De ruiten zijn donkerder uitgevoerd en bieden daardoor bescherming tegen fel zonlicht. De voertuigen zijn voorzien van luchtverversing. Door een betere isolatie is de SG3 veel stiller dan de oude stellen. Ter vergroting van de sociale veiligheid en tevens ten behoeve opsporingsdoeleinden zijn de voertuigen voorzien van 12 camera's. Naast een halte- en informatie-omroepsysteem bevinden zich in het interieur displays met daarop de eindbestemming en de eerstvolgende halte. Tevens bevinden er zich TFT-schermen in de stellen, waarop informatie wordt vertoond. Omdat de Rotterdamse metro onderdeel wordt van R-net is een groot deel van de metro's omgestickerd. Bij deze serie gaat het alleen om de deuren met enkele logo's van R-net doordat de RET graag een groot deel van haar huisstijl wilde behouden. Hierdoor is de kleurstelling van de metro's uit de 5600- en 5700-series - afgezien van de RET-logo's - gebaseerd op de oorspronkelijke kleurstelling van het Amsterdamse LHB- en M5-materieel: zilvergrijs met rode deuren, inclusief bestickering conform de huisstijl van R-net.

## Serie 5500
De serie 5500 was de eerste serie die werd besteld. Deze metrostellen waren speciaal bedoeld voor de RandstadRail Metrolijn E en hebben daarbij dan ook de kleuren wit met blauw gekregen. In eerste instantie werden 21 treinstellen besteld voor 83 miljoen euro. Na een uitgebreide proefperiode konden geïnteresseerden op 18 oktober 2008 kennismaken met dit nieuwe materieel, dat op die dag een speciale pendeldienst reed tussen de metrostations Stadhuis en Slinge. Sinds december 2008 zijn de metrostellen ook in de gewone reizigersdienst opgenomen op de Erasmuslijn, en op 20 januari 2009 werd het eerste koppelstel in de reizigersdienst op RandstadRail ingezet. De twee als eerst geleverde stellen zijn vanwege problemen teruggekeerd naar de fabriek en kwamen op een later tijdstip weer in dienst. Tussen augustus en november 2009 werden de metrostellen na problemen tijdelijk uit de dienst genomen en reden er weer oude metrostellen op de RandstadRail. Sinds november 2009 rijden de nieuwe metrostellen alle diensten.

## Serie 5600
In juni 2005 werden 42 treinstellen besteld om het verouderde SG2-materieel te vervangen. In juli 2009 werd het eerste treinstel afgeleverd. Het heeft echter tot begin 2012 geduurd voordat alle 42 treinstellen geleverd waren. Deze serie is technisch identiek aan de 5500-serie maar is uitgevoerd in de kleurstelling van de RET. Ook zijn de stoelen in de rijtuigen groen in plaats van rood. Oorspronkelijk reden deze rijtuigen in de RET-kleurstelling met grijze deuren. Sinds 2015 zijn deze rijtuigen voorzien van de R-NET kleurstelling. De deuren werden rood gemaakt, en de diagonale streep met het RET-logo op de middenbak werd vervangen door een R-NET patroon. In het najaar van 2020 werd de kleurstelling weer veranderd, en werden de rode en groene diagonale strepen met het RET-logo vervangen door rode en blauwe strepen. Deze wijziging werd gedaan op alle metrorijtuigen van de RET, behalve de 5500-serie.

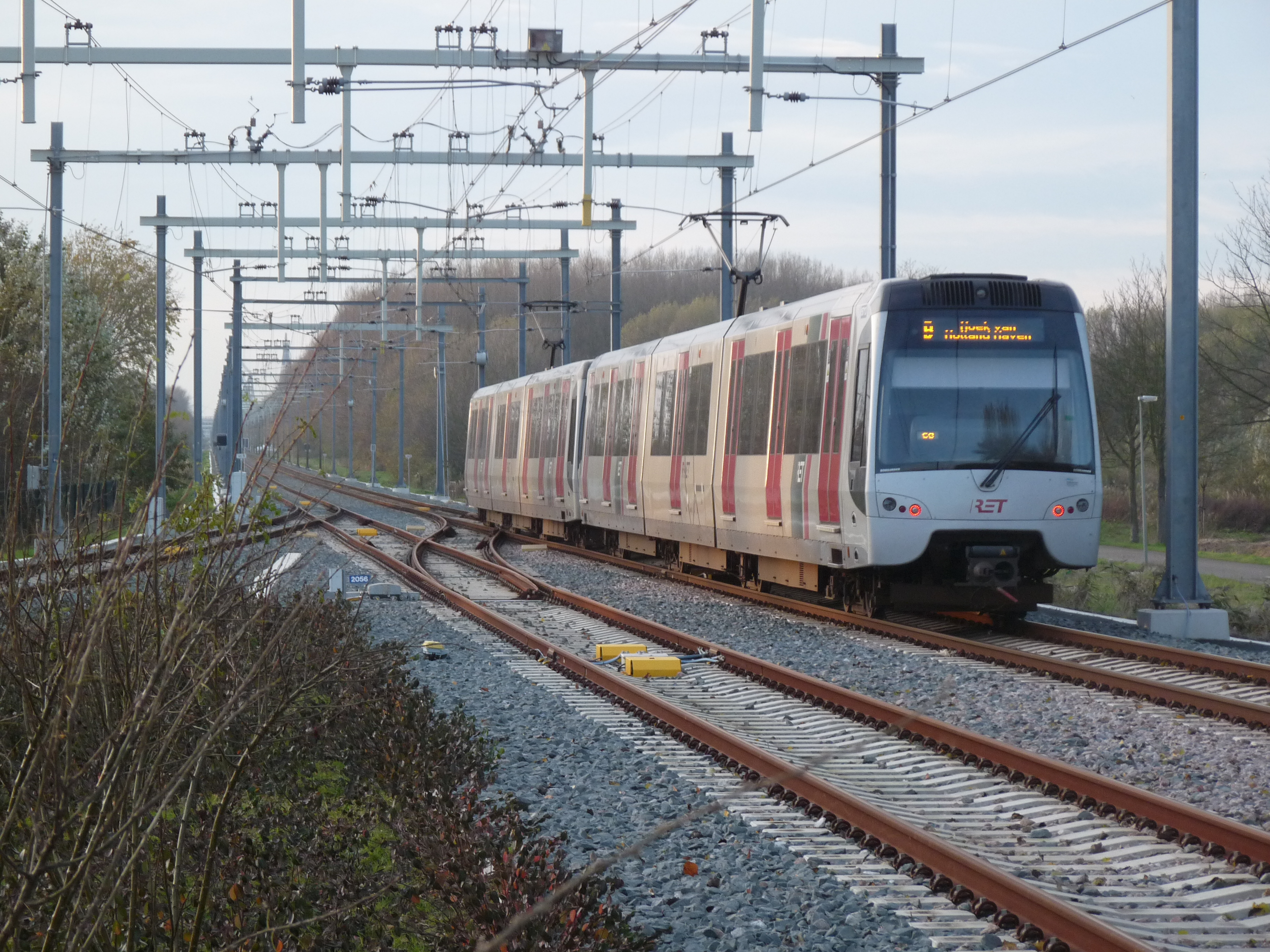
HSG3 bij Vlaardingen West

## Serie 5700
In 2014 werden zestien treinstellen besteld, voor de uitbreiding van het metronet met de Hoekse Lijn. De eerste aflevering vond plaats in oktober 2015. In september 2015 is een aanvraag gedaan voor nog zes extra treinstellen. Sinds november 2017 rijden alle 22 bestelde treinstellen (5701-5722) in de reizigersdienst. De 5700-serie is vrijwel identiek aan de 5600-serie en ook uitgevoerd in de kleurstelling van de RET, echter zijn er kleine technische en cosmetische wijzigingen gedaan. De sticker met het rijtuignummer is bijvoorbeeld iets verder naar voren geplaatst, zodat deze ook zichtbaar is wanneer de voorste deur is geopend.

## Afbeeldingen

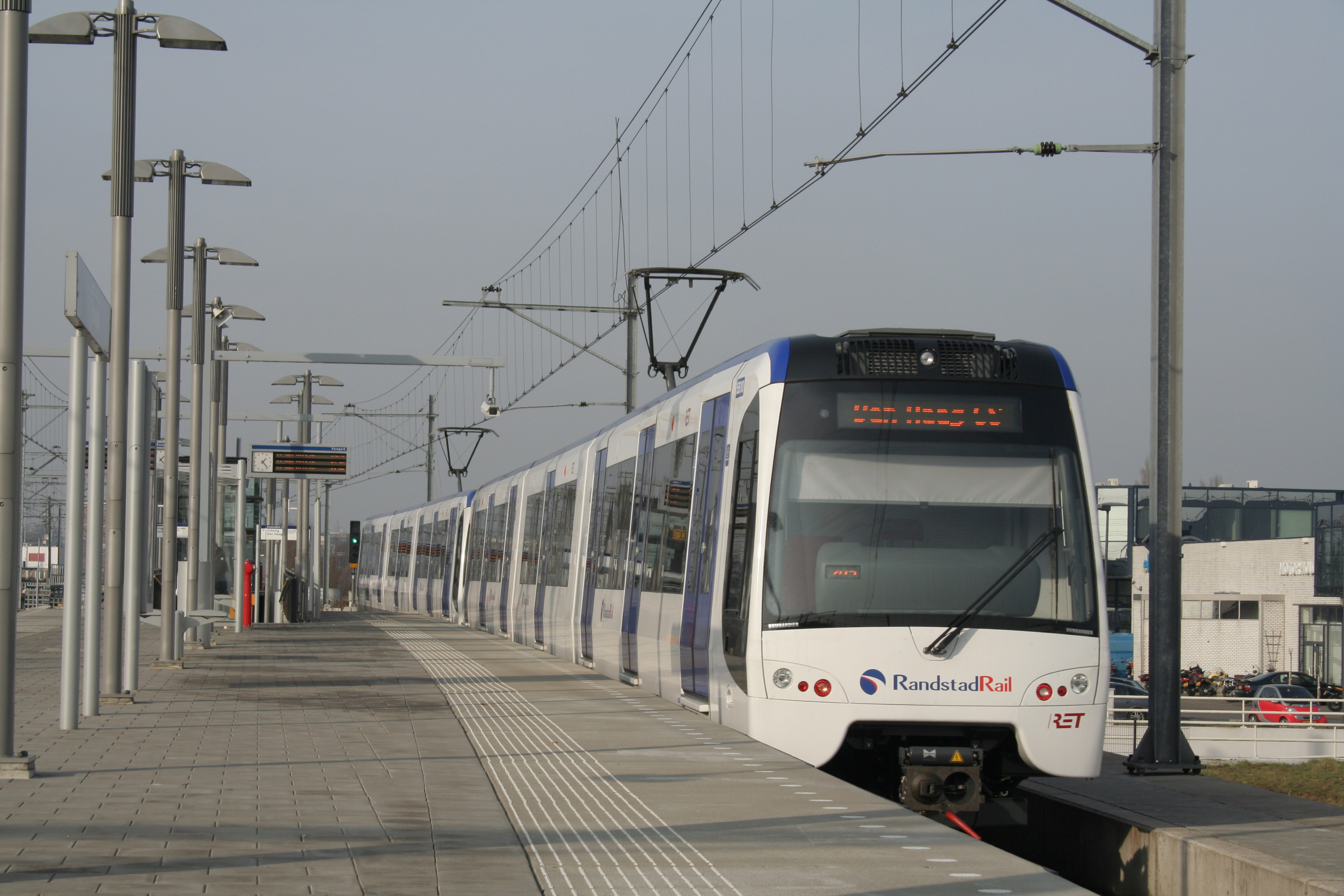
Een tweewagentrein RSG3 bij station Forepark
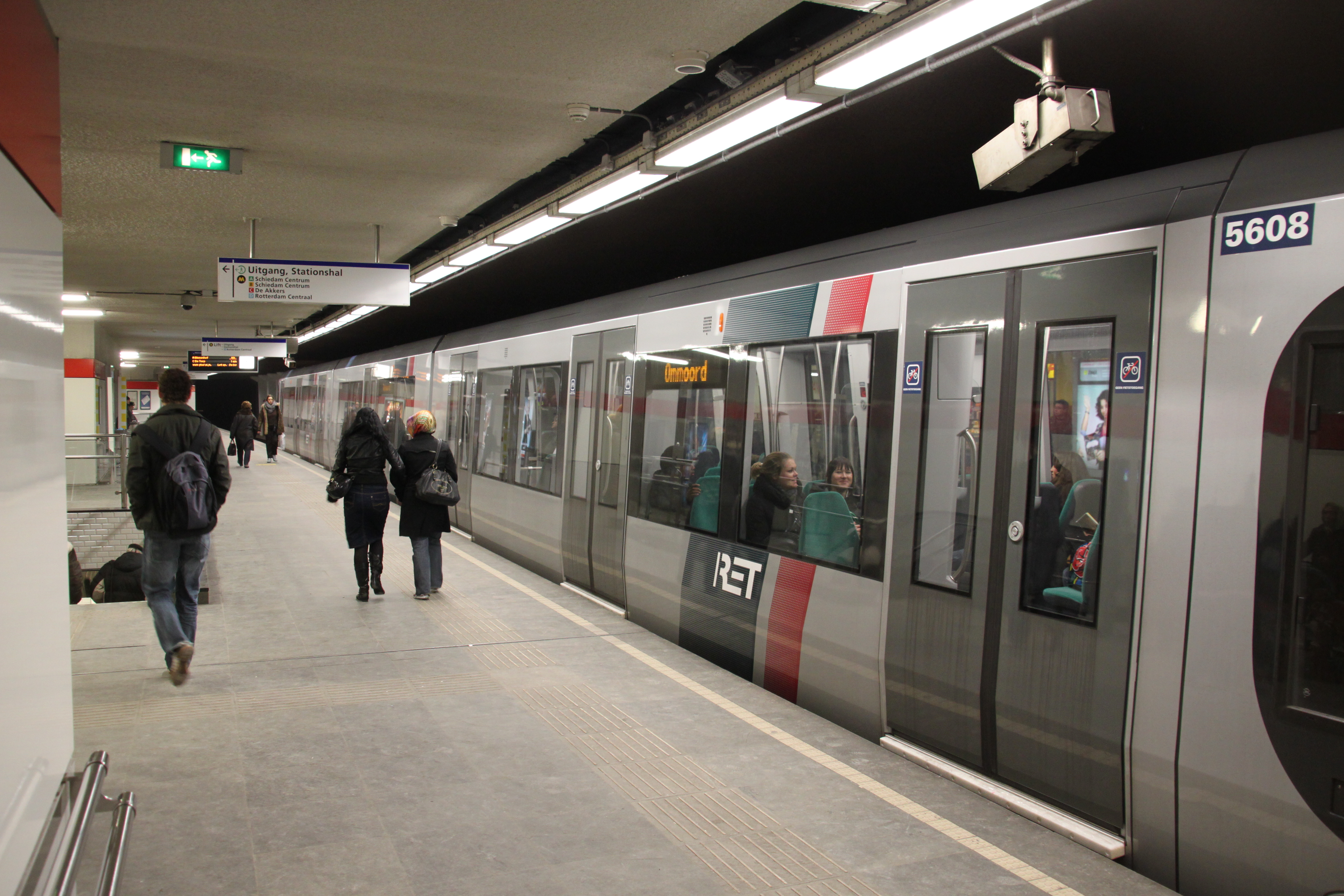
Een tweewagentrein op station Beurs richting Binnenhof.
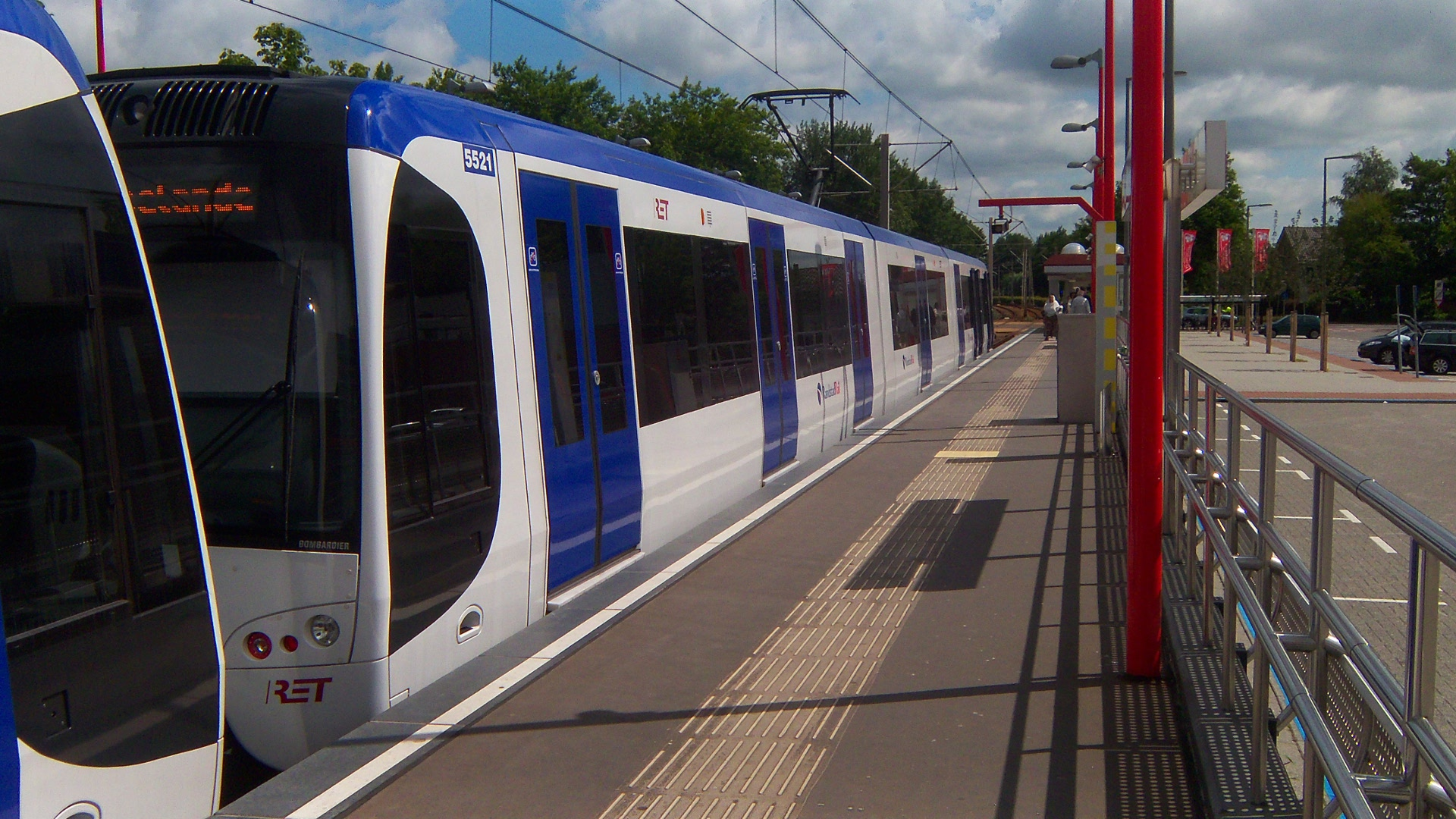
De 5521 en 5512 op lijn B
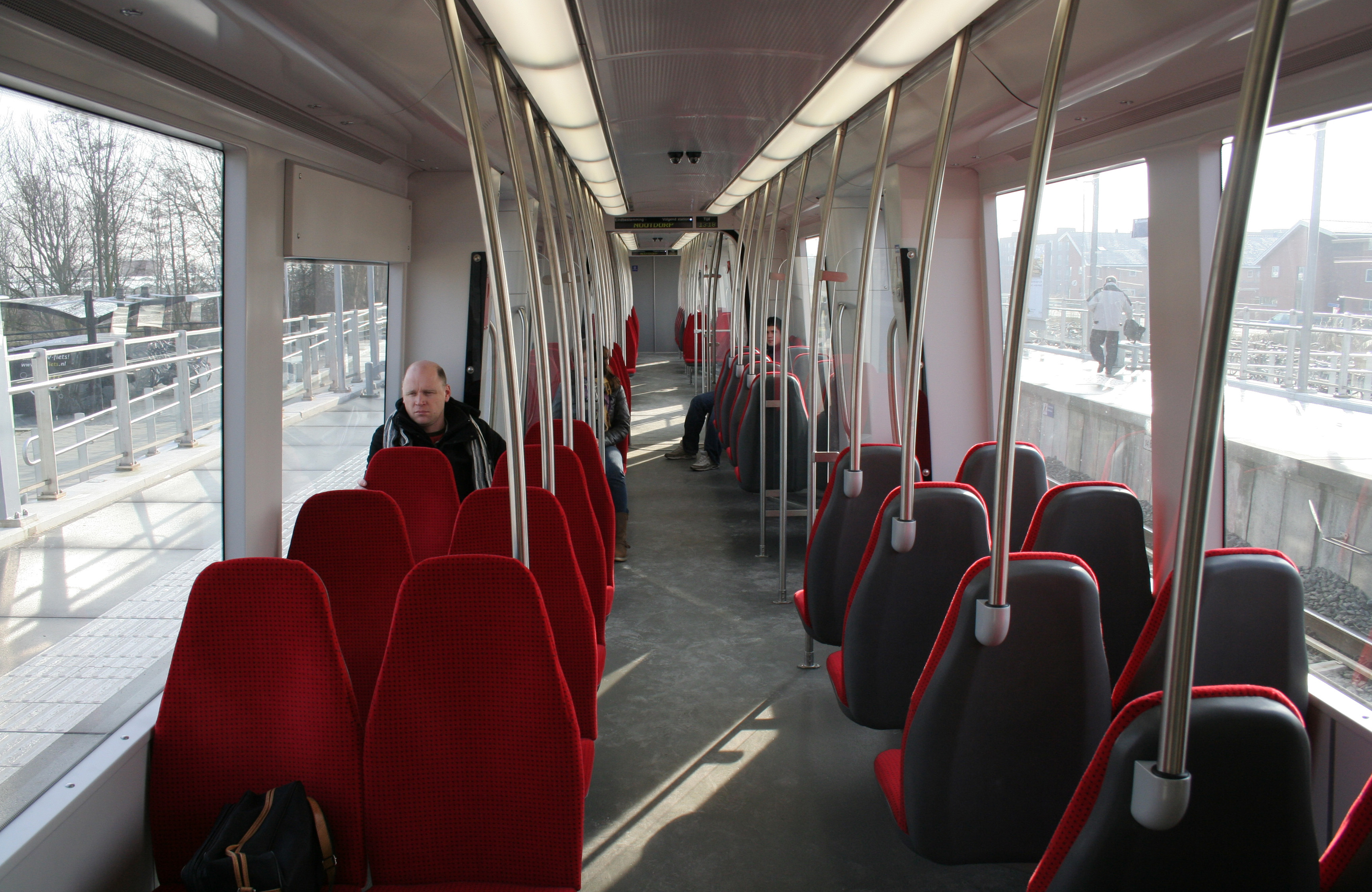
Interieur 5500
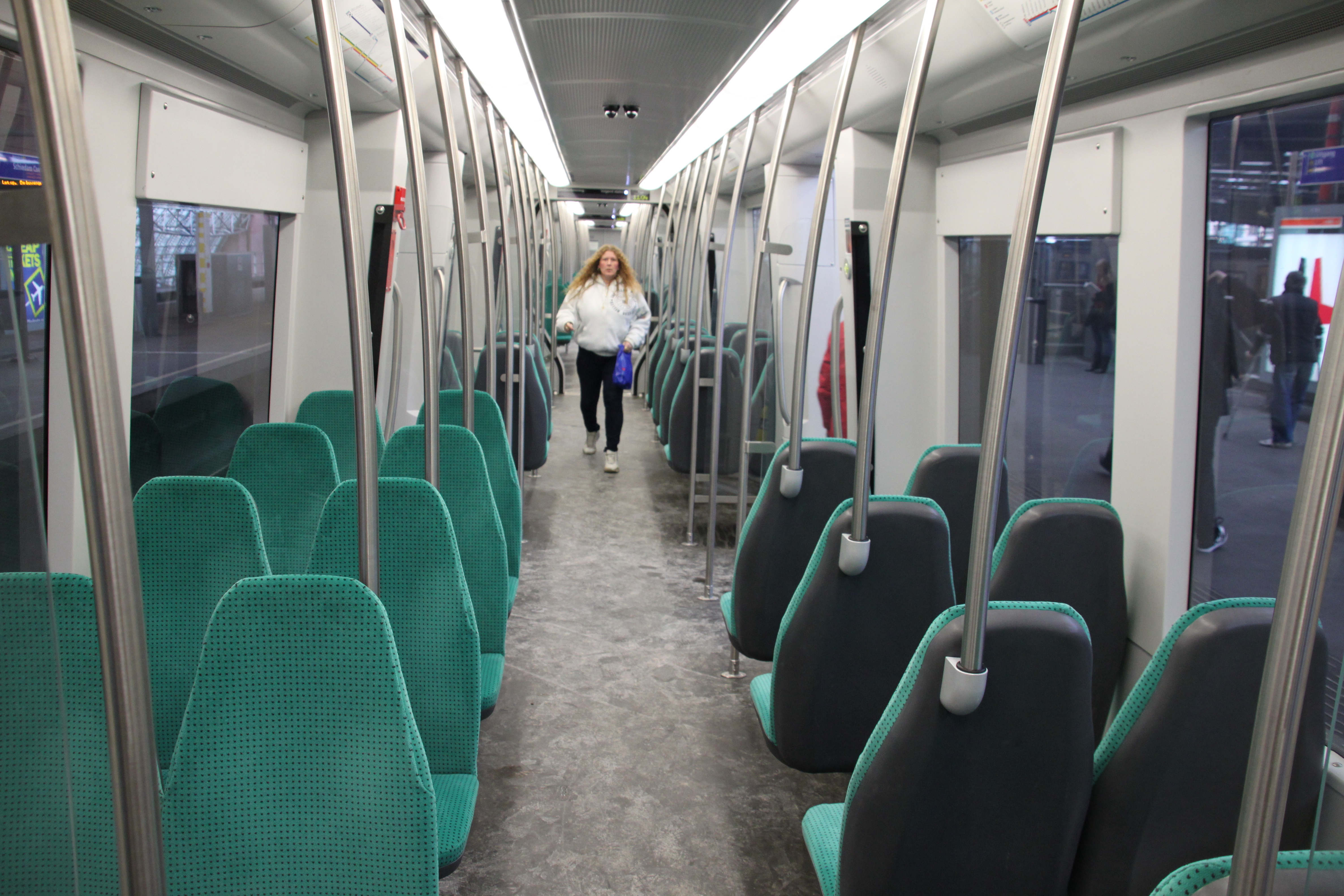
Interieur 5600 en 5700
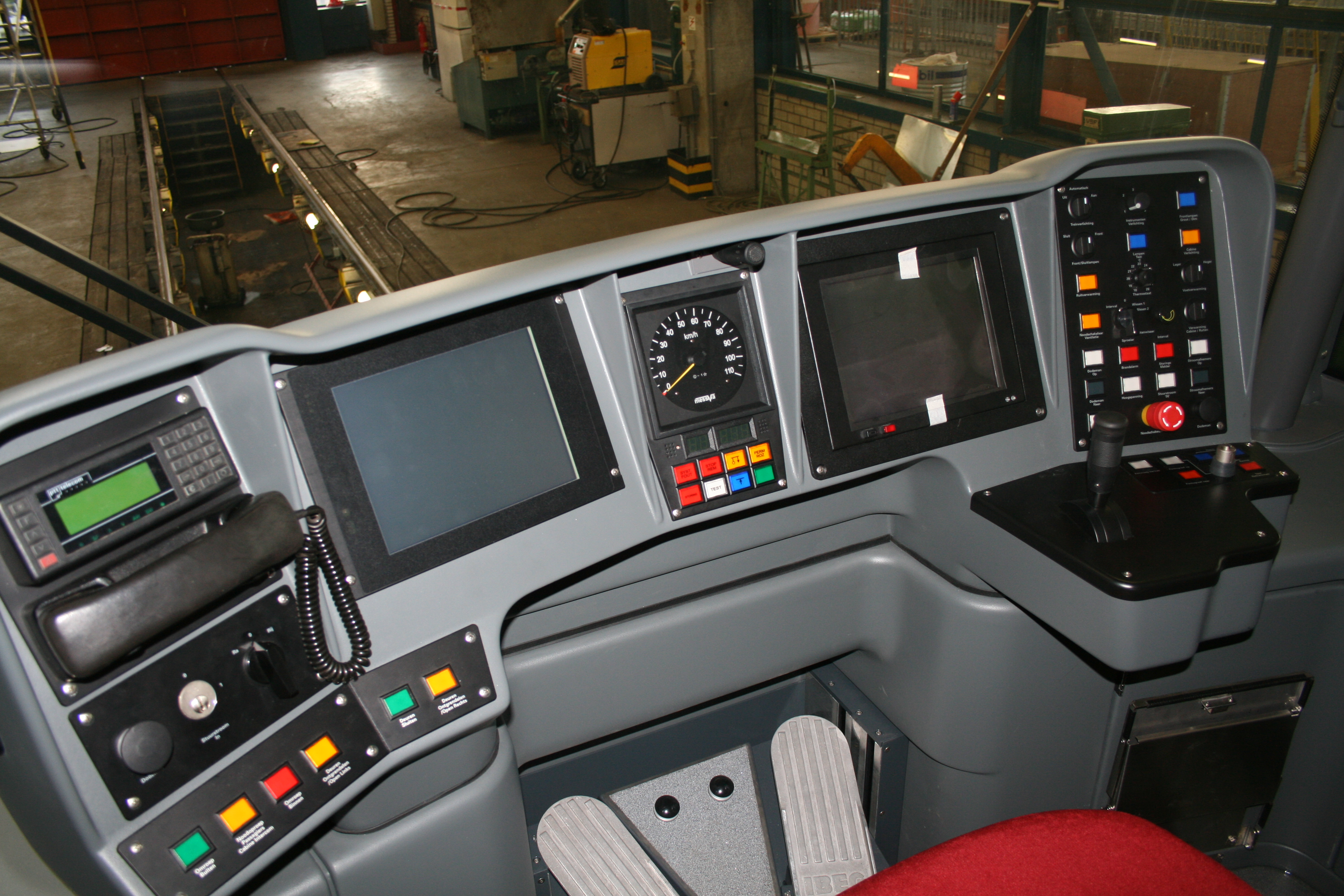
Interieur van de cabine
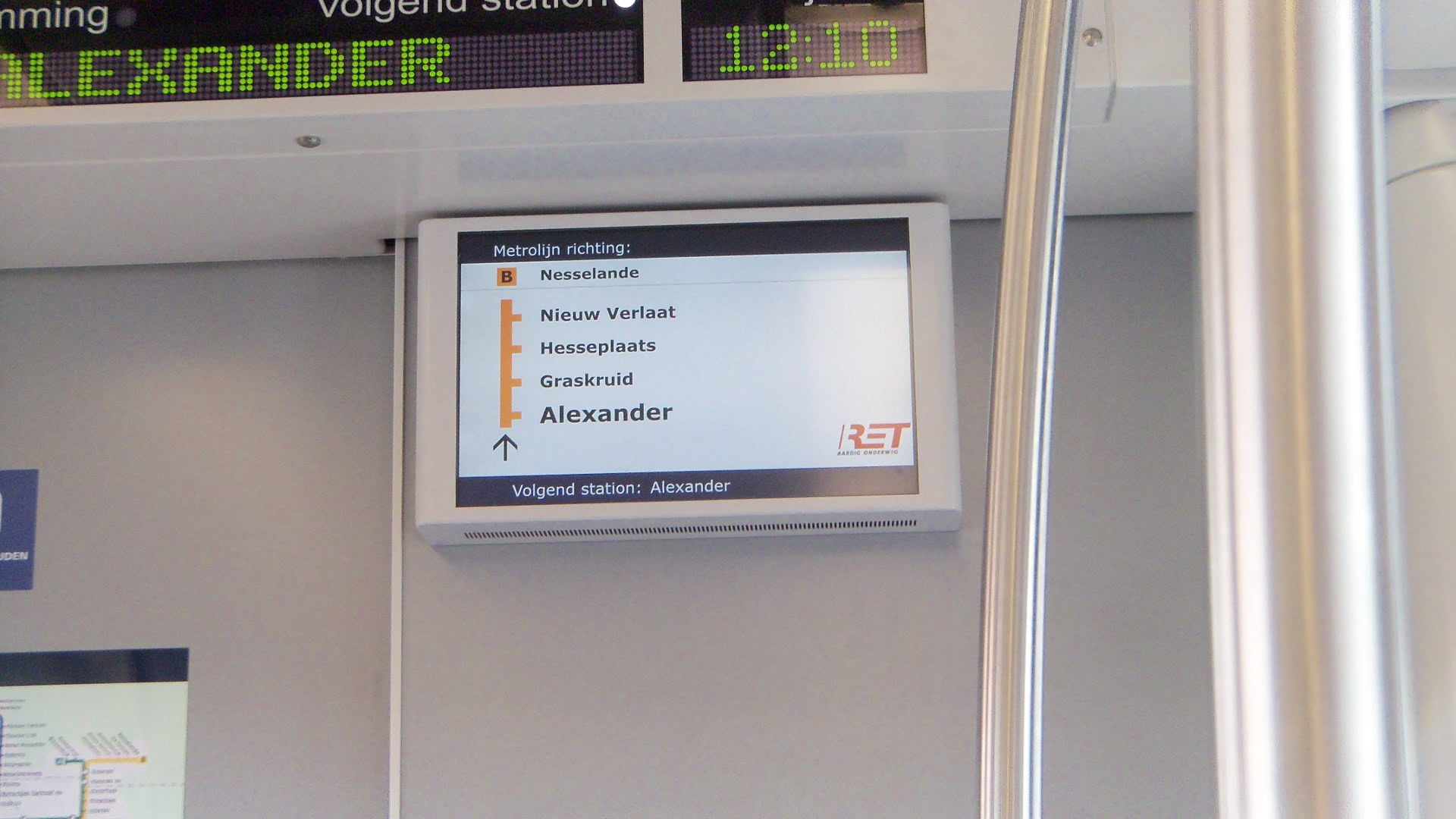
Informatiescherm in rijtuig 5512

 Metrolijn A · 
 Metrolijn B · 
 Metrolijn C · 
 Metrolijn D · 
 Metrolijn E
Materieelseries:
5000 · 
5100 · 
5200 · 
5300 · 
5400 · 
5500 · 
5600 · 
5700
Lijnen:
 3  RandstadRail 3 · 
 4  RandstadRail 4 · 
 34  RandstadRail 34 · 
 E  Metrolijn E · 
 170  Buslijn 170 · 
 173  Buslijn 173
Materieelseries:
HTM 4000 · 
RET 5500 · 
RET 1200